# Cleora bowesi
Cleora bowesi är en fjärilsart som beskrevs av Richardson 1952. Cleora bowesi ingår i släktet Cleora och familjen mätare. Inga underarter finns listade i Catalogue of Life.